# 高瀬弘美
高瀬 弘美（たかせ ひろみ、1981年12月21日 - ）は、日本の政治家、元外交官。公明党所属の元参議院議員（1期）。戸籍名は藤井 弘美（ふじい ひろみ）。政治活動では『高瀬 ひろみ』の表記を用いる。

## 経歴
1981年、福岡県嘉穂郡穂波町生まれ。
2000年、福岡県立嘉穂高等学校卒業。
2005年、創価大学文学部英文学科卒業。
2008年、外務省入省。在アメリカ合衆国日本国大使館の英語の通訳を経て、在東ティモール日本国大使館の文化交流業務に勤務する。
2016年、第24回参議院議員通常選挙で定数が3に増えた福岡県選挙区で公明党公認で立候補して当選。公明党が福岡県選挙区で議席を獲得するのは24年ぶりであった
当選直後に結婚。2017年に長男を出産。2020年（令和2年）に双子出産。
2021年12月、翌年7月の第26回参議院議員通常選挙には体調不良により双子の育児に専念するために立候補しない意向が報じられた。同選挙区には比例区から秋野公造が高瀬に代わって立候補することとなった。

## 政策・主張
- 安保法制は今の法制でよい[5]。
- 憲法改正に賛成[5]。
- 憲法9条の改正に反対[5]。
- 緊急事態条項の創設に反対[5]。
- 政治的公平性を欠く放送を繰り返した放送局に対し、電波停止を命じる可能性に言及した高市早苗総務大臣の姿勢には問題があると考える[5]。
- 2017年4月の消費税率10％への引き上げについて、現行法に従い、引き上げるべきだと考える[5]。
- アベノミクスの恩恵は、地方や中小企業に及んでいるとは思わない[5]。
- 原発は当面は必要だが、将来的には廃止すべきだと考える[5]。
- 米軍普天間飛行場は辺野古に移設すべきだと考える[5]。
- 核武装について、将来にわたって検討すべきでないだと考える[5]。
- 選択的夫婦別姓に賛成[6]。
- 日本禁煙学会が2016年の参院選に先駆けて行った受動喫煙防止法についての公開アンケートにおいて、レストランやバーを含む一般市民が出入りする場所は、2020年までに「罰則付きの禁煙とするべきである」と回答している[7]。その後、2018年に健康増進法改正の議論が行われた際には「方針は全面禁煙であるべきだが中小企業等個別事情への配慮は必要」としている[8]。